# Westdongeradeel
Westdongeradeel est une ancienne commune néerlandaise de la province de Frise. Son chef-lieu était Ternaard.

## Géographie
Westdongeradeel était située dans le nord de la Frise, sur la mer des Wadden. La commune avait une superficie de 111,40 km2.

## Histoire
La commune a existé jusqu'au 1er janvier 1984, date à laquelle elle a été regroupée avec la ville de Dokkum et la commune d'Oostdongeradeel pour former la nouvelle commune de Dongeradeel.

## Localités
La commune était composée de quatorze villages : Bornwird, Brantgum, Foudgum, Hantum, Hantumeruitburen, Hantumhuizen, Hiaure, Holwerd, Moddergat, Nes, Raard, Ternaard, Waaxens et Wierum.

### Démographie
En 1840, la commune de Westdongeradeel comptait 919 maisons et 6 412 habitants. En 1974, il y avait 6 449 habitants ; à son apogée, en 1954, Westdongeradeel comptait 7 752 habitants.